# Цоко Будин
Цоко Илиев Будин е български търговец и революционер, участник в Априлското въстание.

## Биография
Роден е през 1830 г. в Копривщица. Завършва в класното училище „Св. св. Кирил и Методий“ при Неофит Рилски и Найден Геров. Сподвижник е на Васил Левски и член на революционния комитет в Копривщица, основан през 1870 г. Помощник е на Тодор Каблешков в подготовката и избухването на Априлското въстание. По време на събранието в Оборище е определен за водач на четата, която трябва да бутне моста на река Арда и да подпали Одрин. Но не се осъществява тази мисия. Определен е за пазач на гюловите градини в Копривщица и да пази членовете на Военния съвет по време на събранията и да предупреждава при възникнала опасност. По време на Априлското въстание е командир на чета от 250 души. При потушаването на въстанието е заловен и затворен в църквата „Свети Никола“ в Копривщица. От Панагюрище пристигат Орчо войвода, Павел Бобеков, Манчо Манев и др., които освобождават Цоко Будин и другите въстаници. Част от тях се укриват в Стара планина, а останалите остават в Копривщица. След като селището е обградено от турска войска и башибозук, на 1 май 1876 г., Цоко Будин с още 63 въстаници е откаран в Пловдив, където е затворен в Панаир хан и осъден на смърт чрез обесване.